# 高焕昌
高焕昌（1924年—2012年10月30日）河北省深县（今深州市）人，中国人民解放军中将。

## 生平
1924年9月生于深县。1939年8月参加深县抗日武装游击队。1940年5月参加八路军。1942年2月加入中国共产党。抗日战争时期，历任八路军冀中警备旅2团侦察连通信员、晋绥二支队班长、合作社主任。先后参加了冀中“五一反扫荡”、冀鲁豫临南战役等战役战斗。
第二次国共内战期间至中华人民共和国初期，历任山西省吕梁军区11团通信参谋，八路军359旅719团参谋，山西省岚县晋绥军政干部学校学员，西北野战军2军5师15团作战参谋、作战股长、副参谋长。参加了延安保卫战、青化砭战役、羊马河战役、沙家店战役、扶眉战役等战役战斗。
中华人民共和国初期，到新疆工作，历任中国人民解放军南疆军区军训科科长，4师10团团长、11团团长、副师长、师长，中国人民解放军北疆军区副参谋长，中国人民解放军南疆军区副司令员、司令员，中国人民解放军新疆军区司令员。
高焕昌是中国共产党第十三届中央委员会委员，第六届全国人大代表，第八届全国政协委员。1955年获二级独立自由勋章和二级解放勋章。1988年获授中将军衔，获独立功勋荣誉章。1998年9月离职休养。
2012年10月30日，高焕昌在乌鲁木齐病逝，享年89岁。